# Аскос
Аскос (грч. Ασκός) је насељено место у општини Лагадина у периферији Средишња Македонија, Грчка. Према попису из 2021. године било је 1.014 становника.
Према македонском историчару Тодору Симовском, у Аскосу је 1913. године живело 1.186 Турака. Село се састојало од групе турских махала Камбулу, Кара Исли, Меминли, Дере, Прнар, Баши, Џами и Чил Махале. Године 1924. турско становништво је принудно исељено у Турску а на њихово место су насељене грчке избегличке породице, укупно 573 особа. На попису из 1928. године Аскос је имао 1.307 становника. Село се раније звало Јакина.